# The West Wing
The West Wing is een Amerikaanse televisieserie, geschreven door Aaron Sorkin, over de verwikkelingen rondom de fictieve Amerikaanse president Josiah 'Jed' Bartlet (gespeeld door Martin Sheen) en de leden van zijn staf in het Witte Huis. The West Wing won 86 televisieprijzen, waaronder 26 Emmy Awards, twee Golden Globes, zes Screen Actors Guild Awards en vier Satellite Awards.
Hoofdpersonages in The West Wing worden gespeeld door onder anderen Martin Sheen, Rob Lowe, Bradley Whitford, Allison Janney, Richard Schiff, Janel Moloney, Dulé Hill, Stockard Channing, John Spencer en Elisabeth Moss. In het laatste seizoen, dat in het teken staat van presidentsverkiezingen, worden Alan Alda en Jimmy Smits als presidentskandidaten tegenover elkaar geplaatst.
De eerste aflevering werd op 24 september 1999 in de Verenigde Staten uitgezonden door NBC. In 2006 werd het zevende en tevens laatste seizoen opgenomen.
De serie trok op haar hoogtepunt in Amerika 17 miljoen kijkers. Ze houdt – samen met Hill Street Blues – het record voor wat betreft het aantal Emmy Awards dat ooit aan een televisieserie is toegekend; dit waren er alleen in het eerste seizoen al negen.
In Vlaanderen werd de serie van 2003 tot 2007 integraal uitgezonden door de VMMa televisiezender 2BE. In Nederland werden de eerste vijf seizoenen uitgezonden door RTL 4 (t/m 2006). Vanaf januari 2009 zond RTL 4 seizoen 7 uit. Seizoen 6 is in Nederland niet uitgezonden.